# Salmonellose
Eine Salmonellose oder auch Salmonellenenteritis ist eine von Salmonellen (Bakterien) verursachte infektiöse Gastroenteritis, die aufgrund mangelnder Hygienemaßnahmen durch den Genuss verseuchten Trinkwassers bzw. den Verzehr infektiöser Lebensmittel hervorgerufen wird und daher auch als Lebensmittelinfektion bezeichnet werden kann.
Es sind an die 2600 verschiedene Salmonella-Serotypen bekannt. Im April 2004 wurde die Unterart Salmonella choleraesuis entdeckt, die gegen die meisten bisher verfügbaren Antibiotika resistent ist. Eine Infektion mit diesem sehr virulenten Erreger kann tödlich verlaufen.
Die wesentlichen durch Salmonellen verursachten Erkrankungen beim Menschen sind:
- Brech-Durchfall durch Salmonella Enteritidis, Salmonella Typhimurium, u. a. als Salmonellose im engeren Sinn oder Salmonellenenteritis
- Typhus durch Salmonella Typhi
- Paratyphus durch Salmonella Paratyphi

Da sich Typhus und Paratyphus als systemische Erkrankungen mit Darmbeteiligung im Krankheitsbild von der gewöhnlichen Salmonellose deutlich unterscheiden, werden diese in ihren jeweils eigenen Artikeln behandelt.

## Epidemiologie
Im Gegensatz zu S. Typhi und S. Paratyphi, deren einziger bislang bekannter Wirt der Mensch ist, sind bei den übrigen Salmonellen-Serotypen auch Tiere – Geflügel, Schweine, Rinder, Reptilien u. a. – Träger der Erreger. Diese sind in tierischen Produkten (Fleisch, Milch, Eier, Muscheln etc.) zu finden. Darüber hinaus können Salmonellen auch bei der Schlachtung und Verarbeitung durch mangelhafte Hygiene und durch Salmonellenausscheider im Personal auf Lebensmittel übertragen werden. Verunreinigtes Trinkwasser ist demgegenüber in Ländern mit ungenügenden hygienischen Standards eine weitere mögliche Infektionsquelle. Die notwendige Infektionsdosis für einen ansonsten gesunden erwachsenen Menschen liegt bei 10.000 bis 1.000.000 Keimen. Bei Abwehrschwäche bzw. Säuglingen, Kleinkindern und alten Menschen wurden auch Erkrankungen bereits bei Infektionsdosen unter 100 Keimen beobachtet.
In den USA hat sich die Erkrankungsrate in den letzten 25 Jahren verdoppelt. Insgesamt wird vor allem eine Zunahme der Infektionen durch kontaminierte Hühnereier beobachtet. Ursache ist, dass S. Enteritidis bei Hühnern Infektionen der Eileiter und Eierstöcken verursacht, so dass die Eier die Erreger schon enthalten, bevor sich eine Schale bildet. Die Keime können aber vor allem bei hoher Luftfeuchtigkeit und hoher Umgebungstemperatur besonders dünne oder beschädigte Eischalen auch durchwandern.
In der Schweiz ist die Anzahl der an das Bundesamt für Gesundheit gemeldeten Fälle seit 1999 rückläufig.
In Deutschland wurden im Jahr 2019 13.636 Nachweise an das Robert Koch-Institut gemeldet nach 16.222 Fällen für 2014 und noch circa 55.000 Fällen in 2005, 57.000 in 2004 und etwa 63.000 in 2003, womit sich der seit 1992 rückläufige Trend fortsetzte. 2014 wurden 17 bestätigte Todesfälle im Zusammenhang mit einer solchen Infektion gemeldet, im Jahr 2005 waren es noch 46 Todesfälle (2004: 51). Wenn man bedenkt, dass das Statistische Bundesamt (Fachserie 12 Reihe 4) für ICD-10 A00 – A09 „Infektiöse Darmkrankheiten“ für 2004 942 Todesfälle angibt, erscheint das einigermaßen wenig, denn die Enteritis infectiosa wird überwiegend von Salmonellen ausgelöst. Das Nationale Referenzzentrum für Krankenhaushygiene (NRZ) schätzt, dass etwa 10 % der tatsächlich vorkommenden Erkrankungsfälle gemeldet wurden. Die Serovare Enteritidis und Typhimurium sind die am häufigsten nachgewiesenen Erreger.

## Erkrankung
Die Symptome einer Salmonelleninfektion im engeren Sinn sind Erbrechen und Durchfall. Diese können wenige Stunden bis drei (maximal sieben) Tage nach dem Verzehr des befallenen Lebensmittels auftauchen. Die mittlere Inkubationszeit beträgt 20–24 Stunden. Die Erkrankungsdauer beträgt in der Regel nur wenige Stunden oder Tage; in diesen unkomplizierten Fällen erfolgt keine antibiotische Behandlung – u. a. um die weitere Entwicklung multiresistenter Stämme zu verhindern. Doch kann die Erkrankung in Ausnahmefällen auch mehrere Monate dauern. Nach dem Abklingen der Krankheitssymptome ist weiterhin eine Ausscheidung von Salmonellenbakterien möglich, die oft mehrere Wochen andauert. Eine Bakterienausscheidung kann ohne Anzeichen einer Erkrankung auftreten.
Bei bis zu 5 % der Infizierten verläuft die Erkrankung zusätzlich systemisch mit einem schweren Erkrankungsbild: Fieber zwischen 38 und 39 °C, massive Flüssigkeitsverluste und rasche Gewichtsabnahme, so dass die Notwendigkeit einer Krankenhauseinweisung besteht. Gefährdet sind hier vor allem Kinder, ältere und immungeschwächte Personen.
Als problematisch ist zu betrachten, dass man durch bestimmte Salmonellenstämme zum Dauerausscheider werden kann.

## Nachweis
In der Regel wird die Erkrankung durch Anzucht des Erregers aus Stuhl nachgewiesen.

## Differenzierung
Aus Stuhl isolierte Keime können auf folgenden Selektivnährmedien gegenüber anderen Enterobakterien abgegrenzt werden:
- Önöz-Agar
- Xylose-Lysin-Desoxycholat-Agar
- Hectoen-Agar

Die Identifizierung des Subtyps erfolgt über die Grubersche Antigenanalyse, nachdem die isolierten Keime zunächst mit einer omnivalenten Antikörper-Suspension (Typhus-Paratyphus-Enteritidis-Serum, kurz: TPE-Serum) vorgetestet wurden, folgen gruppenspezifische Antikörper-Suspensionen und zuletzt monospezifische Antikörper. Schrittweise lässt sich so der Erreger in das Kauffmann-White-Schema einordnen, was für epidemiologische Aspekte sinnvoll ist.
Als Parameter für die Einteilung werden die O-Antigene (somatische Antigene), die spezifisch für jeden Subtyp sind, herangezogen.

## Vorbeugung
Salmonellen vermehren sich bei Temperaturen von 10 bis etwa 50 °C. Die Lagerung von rohen Lebensmitteln im Kühlschrank (bei ca. 7 °C) verhindert ein weiteres Ausbreiten der Erreger. Salmonellen werden nur sicher abgetötet, wenn im Inneren des Lebensmittels für mindestens 10 Minuten Temperaturen von über 70 °C erreicht werden. Bei Tiefkühllagerung vermehren sich Salmonellen zwar nicht, überleben jedoch. Deshalb muss bei Lebensmitteln wie Geflügel die Auftauflüssigkeit weggeschüttet werden. Die weit verbreitete Vorgehensweise, tiefgekühlte Lebensmittel durch Einlegen in warmes Wasser schneller aufzutauen, ist besonders nachteilig, da das warme Wasser eine rasche Vermehrung der Salmonellen begünstigt.
Oft erfolgt auch eine unbewusste Rekontamination mit Salmonellen, indem beispielsweise Geflügel zwar richtig gebraten wird, dann aber wieder auf das zuvor kontaminierte Schneidbrett gelegt und mit vorher verwendetem Besteck portioniert wird (Kreuzkontamination). Auch die Hände müssen unmittelbar nach dem Kontakt mit rohem Geflügelfleisch gewaschen werden.
Industriell gefertigte Eiprodukte müssen pasteurisiert werden.
Nach dem Recht der EU haben Lebensmittelunternehmer auf allen Stufen der Herstellung, der Verarbeitung und des Vertriebs von Lebensmitteln durch auf den HACCP-Grundsätzen beruhende Verfahren und durch Beachtung der Regeln der guten Hygienepraxis die Einhaltung mikrobiologischer Lebensmittelsicherheitskriterien insbesondere bei Salmonellen zu gewährleisten: So haben sie planmäßig Proben aus den Verarbeitungsbereichen und Ausrüstungsgegenständen zu nehmen und auf diesen Erreger untersuchen zu lassen. Sie haben abzusichern, dass in bestimmten sensiblen Erzeugnissen wie Hackfleisch, Rohmilcherzeugnissen oder verzehrfertigen Lebensmitteln mit rohem Ei während der versprochenen Haltbarkeitsdauer keine Salmonellen nachweisbar sind. Ansonsten gilt ein Lebensmittel als unsicher und nicht verkehrsfähig, so dass das Herstellen oder Inverkehrbringen verboten und die gesamte Partie dieses Lebensmittels vom Markt zu nehmen ist und veräußerte Erzeugnisse zurückzurufen sind. Wer solche kontaminierten Lebensmittel dennoch herstellt oder in Verkehr bringt, macht sich in Deutschland auch bei Fahrlässigkeit strafbar.
In Deutschland müssen zur Ermöglichung einer Überwachung und einer Reaktion auf drohende größere Ausbrüche oder Hygienemängel alle direkten oder indirekten Nachweise, die auf eine akute Infektion hinweisen, den Gesundheitsbehörden namentlich gemeldet werden. Unterbleibt das, kann das gravierende Folgen haben, wenn eine Person betroffen ist, die im Lebensmittelbereich tätig ist, oder ein epidemischer Zusammenhang vermutet werden kann. Zudem ist der Verdacht auf und die Erkrankung an einer akuten infektiösen Gastroenteritis namentlich meldepflichtig, wenn die betroffene Person Umgang mit Lebensmitteln hat oder in Einrichtungen zur Gemeinschaftsverpflegung beschäftigt ist oder wenn zwei oder mehr gleichartige Erkrankungen auftreten, bei denen ein epidemischer Zusammenhang wahrscheinlich ist oder vermutet wird. Es wird geschätzt, dass maximal 10 % der Erkrankungen gemeldet werden, u. a. weil viele Betroffene beim Auftreten von Symptomen diese nicht als Salmonellose erkennen und keinen Arzt aufsuchen.

## Salmonellosen bei Tieren
- Salmonellose der Rinder
- Salmonellose der Schweine

Während die Salmonellose der Rinder in Deutschland der Anzeigepflicht unterliegt, besteht für Salmonellenerkrankungen anderer Tierarten eine Meldepflicht.